# 鯰田駅
鯰田駅（なまずたえき）は、福岡県飯塚市鯰田にある、九州旅客鉄道（JR九州）筑豊本線（福北ゆたか線）の駅である。駅番号はJC16。

## 歴史
- 1893年（明治26年）7月3日：筑豊興業鉄道が開設[1][3]。
- 1897年（明治30年）10月1日：筑豊興業鉄道を九州鉄道（初代）が買収[4]。
- 1907年（明治40年）7月1日：九州鉄道（初代）が国有化され、帝国鉄道庁所管[5]。
- 1982年（昭和57年）11月15日：貨物の取り扱いを廃止[6]。
- 1984年（昭和59年）2月1日：荷物扱い廃止[6]。駅員無配置駅となる[7][8]（その後、有人化）。
- 1987年（昭和62年）4月1日：国鉄分割民営化により九州旅客鉄道が継承[9]。
- 2009年（平成21年）3月1日：ICカードSUGOCAの利用を開始[10]。
- 2013年（平成25年）2月25日：新駅舎で営業開始[11]。
- 2015年（平成27年）3月14日：無人化[2]。

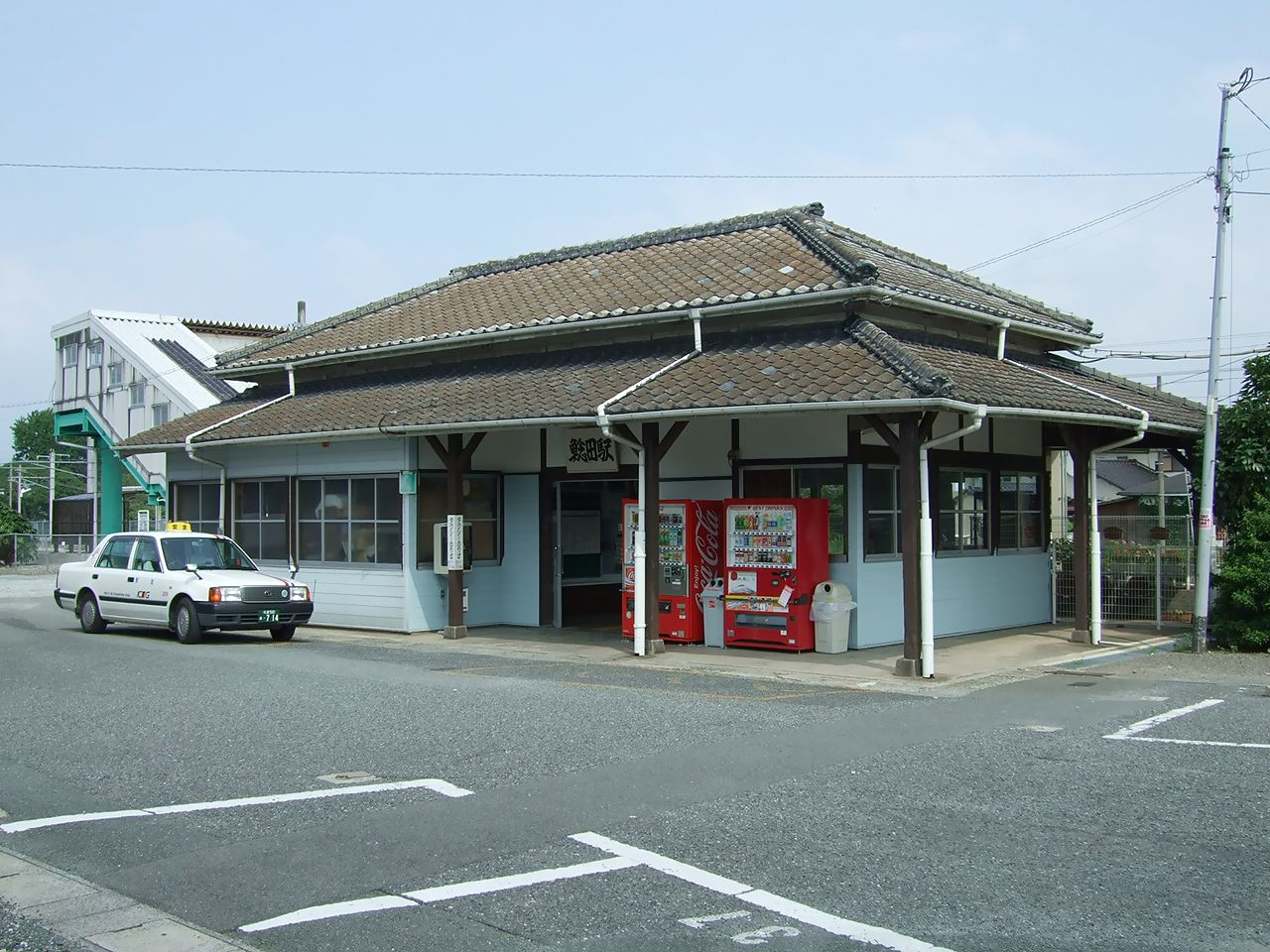
旧駅舎（2009年8月）

## 駅構造
単式ホーム2面2線を有する地上駅。以前は国鉄式の2面3線を有したが2番線は撤去された。現在の2番のりばは当時の3番線である。駅舎とホームは跨線橋で連絡している。簡易型の自動券売機が設置されている。
SUGOCAの利用が可能であるが、カード販売は行わずチャージのみ取り扱いを行う。
かつては、当駅から三菱鉱業（現在の三菱マテリアル）鯰田炭鉱への引き込み線があった。

### のりば
| のりば | 路線         | 方向 | 行先             |
| ------ | ------------ | ---- | ---------------- |
| 1      | 福北ゆたか線 | 上り | 直方・折尾方面   |
| 2      | 福北ゆたか線 | 下り | 新飯塚・博多方面 |

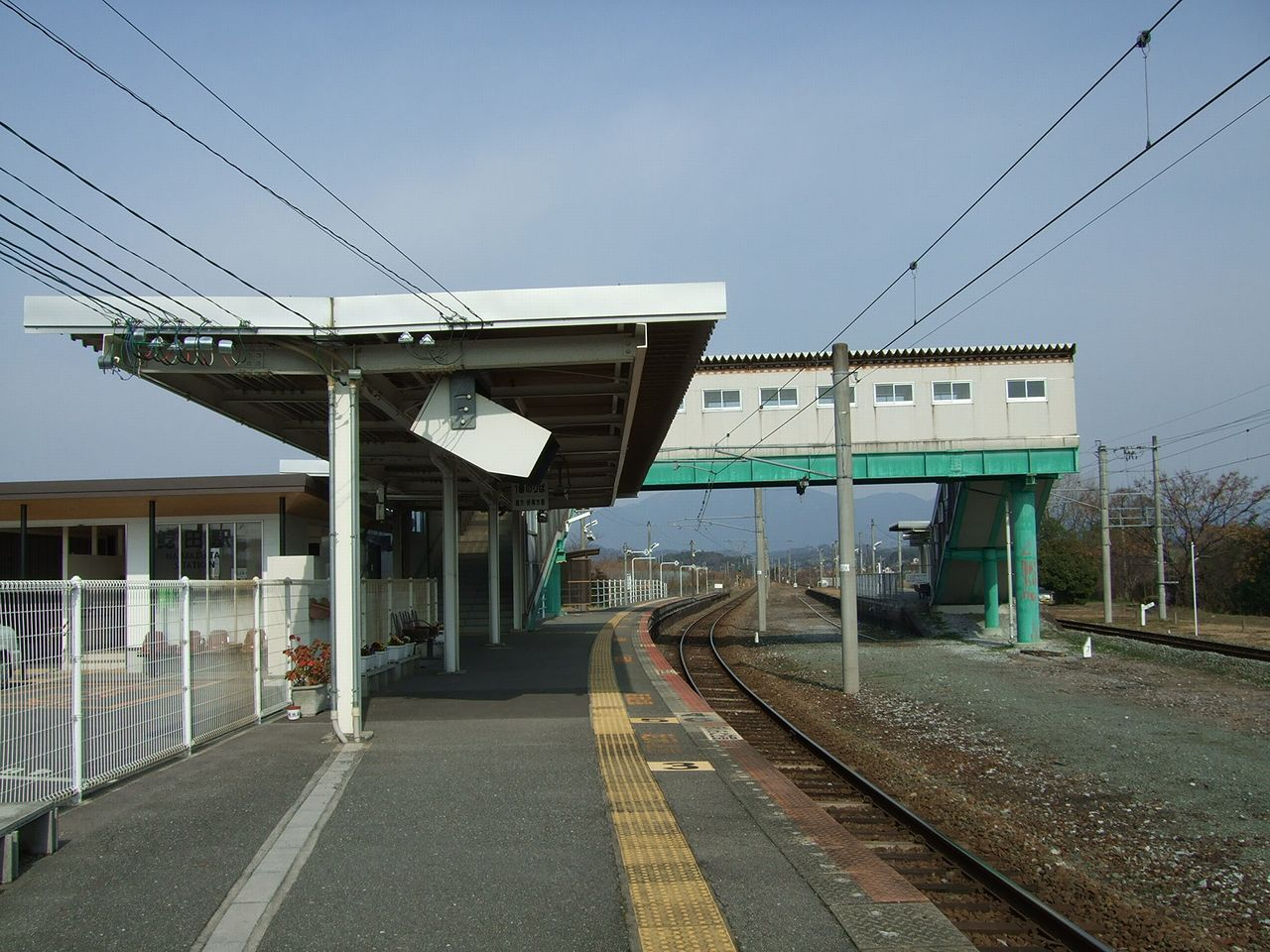
構内。奥が若松方面。

## 利用状況
2020年度の1日平均乗車人員は279人である。
| 乗車人員推移 | 乗車人員推移 |
| 年度         | 1日平均人数  |
| ------------ | ------------ |
| 2007年       | 373          |
| 2008年       | 367          |
| 2009年       | 359          |
| 2010年       | 370          |
| 2011年       | 385          |
| 2012年       | 397          |
| 2013年       | 403          |
| 2014年       | 416          |
| 2015年       | 411          |
| 2016年       | 389          |
| 2017年       | 393          |
| 2018年       | 367          |
| 2019年       | 361          |
| 2020年       | 279          |

## 駅周辺
飯塚市北部の鯰田地区の一角にある。駅前を遠賀川が筑豊本線に並行して流れており、川向うには国道200号が通っている。駅裏には市役所出張所や小学校・郵便局があり住宅も多く建ち並ぶ。
- 飯塚市役所鯰田出張所
- 鯰田本町公民館
- 飯塚市立鯰田保育所
- 飯塚市立鯰田小学校
- 赤ちゃん本舗飯塚店
- 食彩館 鯰田店
- 福岡県道421号鯰田停車場有井線
- 福岡県道449号口ノ原川島線

### バス路線
- 「鯰田駅」バス停 - 駅から約100m
  - 飯塚市コミュニティバス（宮若・飯塚線）
    - 川島橋 → 飯塚裁判所 → 新飯塚駅 → 吉原町
    - 幸袋交流センター → 庄司本村 → 千石峡入口 → 宮田

  - 路線ワゴン
    - 吉北団地

なお現在は駅前に西鉄バスのバス停はない。西鉄バス（西鉄バス筑豊）のバス停は約700m離れた遠賀川の川向こうの国道200号上の「鯰田渡」バス停、約600m南西（筑豊本線沿い）の「世尊寺」バス停、約500m南東の「鯰田小学校」バス停が比較的近い。
また、飯塚市コミュニティバス頴田・飯塚線は約400m離れた「川食鯰田店前」バス停に発着する。

## 隣の駅
九州旅客鉄道（JR九州）
 福北ゆたか線（筑豊本線）
■快速・■普通
小竹駅（JC17） - 鯰田駅（JC16） - 浦田駅（JC15）